# ウォータータンカー
ウォータータンカー（Water tanker）とは、水または液体を運ぶ車両・船舶・航空機などのこと。散水車のことを言う場合もある。
または川やダムなどにおいて水の圧力、流量を利用し歯車を回す水車のことである。動力を使い、発電や揚水脱穀などに用いる。近年では電動機、エンジンの普及などで衰退してきている。